# 《菲梦少女2》举报停播事件
《菲梦少女2》举报停播事件，是中国大陆电视动画《菲梦少女2》在2020年6月因举报而在金鹰卡通停播的事件。

## 动画介绍
《菲梦少女2》主要讲述了少女乔可星进入世界一流的偶像学校「菲梦学院」，与队友宋诗语、杨松儿结成偶像组合「美乐蒂」，共同训练，历经考验，共同成长，最终实现梦想的故事。通过艰苦的体能测试、意外频出的广告拍摄、竞争激烈的最终选拔测试等种种难关之后，美乐蒂逐渐成长为可以独当一面的偶像组合，正式向真正的偶像出发的故事。
本剧于2019年8月13日在芒果TV首播。

## 事件经过
2020年5月22日，网友栗劲向湖南省广播电视局提交标题为“动画片价值导向有问题”的信件，称在金鹰卡通播放的《菲梦少女2》价值导向有问题，不应该提倡把头发染成五颜六色、穿得花里胡哨的还在舞台上表演换装。
6月，湖南省广播电视局回复，称《菲梦少女2》传递正能量，内容没有导向方面的问题；制作公司将人物头发设计成不同颜色是为了提高角色辨识度，并非提倡染发。由于本剧有音乐舞台表演，所以会出现有服装切换场景，忽略动画对未成年人潜移默化的影响；未在情节细节上仔细推敲，金鹰卡通频道已停播《菲梦少女2》，并对问题进行整改。

## 影响评论
《菲梦少女2》被举报停播的新闻曝出在网络上引起关注，在微博上的阅读量达到了2.1亿、讨论达到了2.3万，普遍对此理由导致动画停播表示不理解。凤凰周刊在微博上发表投票如何看待此事件，21.6万用户中的20.7万投给“吃饱了撑的”。
三湘都市报称：“国内的文化创作领域本身处于一个比较艰难的环境，一方面需要努力与国际接轨并不断创新、拥有自己的特色；另一方面还需要尽量在众口难调的前提下照顾到观众的喜好。“价值观导向”当然要重视，而且必须重视，但如果动辄对本没有问题的作品扣以“价值导向有问题”这顶帽子，那么无疑会让文化创作生产者战战兢兢、如履薄冰，最后大家就看木偶戏好了。”
南方日报称：“家长担心“价值导向有问题”不是没有道理的。“头发染成五颜六色”可能不是一个充分的理由，但其背后的民意诉求值得重视。”
澎湃新闻称：“举报理由成不成立，跟举报成果并没有关系。观众看不顺眼就举报，而作品一旦被举报不由分说就得停播、下架，这个响应迅速的流程，成了箍在所有创作者头顶的紧箍咒，艺术创作的空间也在这种劣币为王的环境中被越挤越窄。”